# Dorycnium
Dorycnium é um género botânico pertencente à família Fabaceae.